# Chelonoidis chilensis
Espèce
Synonymes
- Testudo chilensis Gray, 1870
- Geochelone chilensis (Gray, 1870)
- Testudo argentina Sclater, 1870
- Geochelone donosobarrosi Freiberg, 1973
- Geochelone petersi Freiberg, 1973
- Geochelone chilensis petersi Freiberg, 1973
- Chelonoidis petersi (Freiberg, 1973)

Répartition géographique
Statut de conservation UICN

 VU A1cd : Vulnérable
Statut CITES
Chelonoidis chilensis, la Tortue d'Argentine, est une espèce de tortues de la famille des Testudinidae.

## Répartition
Cette espèce se rencontre :
- en Argentine dans les provinces de Buenos Aires, de La Pampa, de Mendoza, de Río Negro, de Catamarca, du Chaco, de Córdoba, de Formosa, de La Rioja, de Salta, de San Juan, de San Luis, de Santa Fe, de Santiago del Estero et de Tucumán ;
- en Bolivie dans les départements de Santa Cruz et de Tarija ;
- au Paraguay.

## Étymologie
Son nom d'espèce, composé de chil et du suffixe latin -ensis, « qui vit dans, qui habite », lui a été donné en référence au lieu de sa découverte, le Chili, lieu apparemment en erreur.

## Publication originale
- Gray, 1870 : Notice of a new Chilian tortoise (Testudo chilensis). Annals and Magazine of Natural History, sér. 4, vol. 6, p. 190–191 (texte intégral).